# Perušić
Perušić (Italiaans:  Perussich) is een gemeente in de Kroatische provincie Lika-Senj.
Perušić telt 3494 inwoners. De oppervlakte bedraagt 380,69 km², de bevolkingsdichtheid is 9,2 inwoners per km².
Steden (gradovi): Gospić · Novalja · Otočac · Senj

Gemeenten (općine): Brinje · Donji Lapac · Karlobag · Lovinac · Perušić · Plitvička Jezera · Udbina · Vrhovine